# Saludo Bellamy

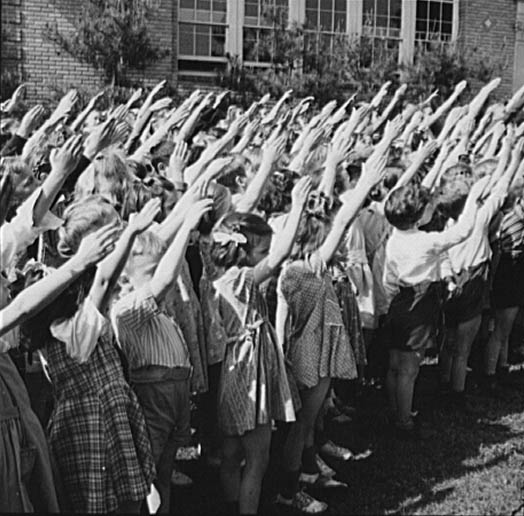
Un grupo de escolares haciendo el saludo Bellamy, mayo de 1942

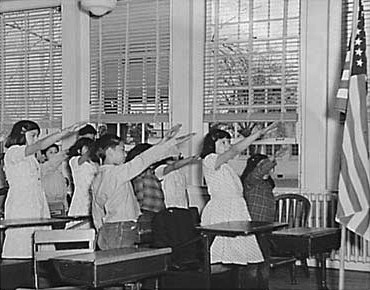
Niños haciendo el saludo Bellamy a la Bandera de los Estados Unidos.

El saludo Bellamy es el saludo descrito por Francis Bellamy, autor de dicho saludo, para acompañar al Juramento de Lealtad a la bandera de los Estados Unidos de América. Durante el periodo en que se utilizó con el Juramento de Lealtad, fue también conocido a veces como el "saludo a la bandera". Durante los años 20 y 30 del siglo XX, los fascistas italianos, los nazis y los falangistas españoles adoptaron saludos similares en la forma, resultando en una controversia sobre el uso del saludo Bellamy en los Estados Unidos. Fue oficialmente reemplazado por la mano sobre el corazón cuando el Congreso enmendó el Código de la Bandera de los Estados Unidos en diciembre de 1942.
El inventor del saludo fue James B. Upham, junior partner y editor del The Youth's Companion.  Bellamy recordaba que Upham, al leer el juramento, adoptó la posición del saludo, dio un golpe con sus tacones al juntarlos, y dijo "Ahora la bandera está izada;  hago el saludo; mientras digo 'Juro lealtad a mi bandera,' extiendo mi mano derecha y la mantengo alzada mientras digo las emocionantes palabras que siguen."
El saludo Bellamy se realizó en público por primera vez el 12 de octubre de 1892, según las instrucciones que Bellamy dio a conocer para la celebración nacional escolar del 12 de octubre;

A una señal del director, los alumnos, alineados por filas, con sus manos a un lado, miran a la bandera. Se da otra señal; cada alumno hace el saludo militar a la bandera -- la mano derecha levantada, con la palma hacia abajo, formando una línea cercana a la frente. Permaneciendo de este modo, todos juntos repiten, despacio, "Juro lealtad a mi bandera y la república que representa; una nación indivisible, con libertad y justicia para todos.” A las palabras, “a mi bandera,” la mano derecha es extendida grácilmente, con la palma hacia arriba, hacia la bandera, y permanece así hasta el final de la afirmación; momento en el que todas las manos son inmediatamente bajadas y colocadas a un costado.
Del The Youth’s Companion, 65 (1892): 446–447.

El saludo civil inicial fue reemplazado por el gesto de poner la mano sobre el corazón, seguido por la extensión del brazo, según describió Bellamy.
En los años 20 del siglo XX, los fascistas italianos adoptaron el saludo romano para simbolizar su reivindicación de haber revitalizado Italia según el modelo de la antigua Roma. Esto fue rápidamente copiado por los nazis alemanes, creando el saludo nazi. La similitud con el saludo Bellamy llevó a confusión, especialmente durante la Segunda Guerra Mundial. Desde 1939 hasta el ataque a Pearl Harbor, los detractores de la entrada de los Estados Unidos en la guerra hicieron propaganda utilizando el saludo para minar su reputación. Entre los antiintervencionistas estaba el pionero de la aviación Charles Lindbergh. Los partidarios de las tesis de Lindbergh reivindicarían que Lindbergh no apoyaba a Adolf Hitler, y que las fotografías de Lindbergh en las que aparecía haciendo el saludo nazi eran realmente fotografías en las que estaba haciendo el saludo Bellamy. En la biografía que ganó el Premio Pulitzer Lindbergh, escrita por A. Scott Berg, se explica que los propagandistas del intervencionismo fotografiaron a Lindbergh y a otros aislacionistas haciendo el saludo, desde un ángulo que dejaba fuera a la bandera, así que quienes mirasen la fotografía no podrían distinguirlo del saludo de Hitler.
Para evitar más confusiones o controversias el Congreso instituyó el gesto de la mano sobre el corazón como el saludo civil durante el Juramento de Lealtad junto al himno nacional de los Estados Unidos, en vez del saludo Bellamy. Esto se hizo cuando el congreso enmendó el Flag Code el 22 de diciembre de 1942.
Inicialmente hubo alguna resistencia a abandonar el saludo Bellamy, por ejemplo por parte de las Hijas de la Revolución Americana, pero esta oposición cedió rápidamente tras la declaración de guerra de Alemania e Italia contra los Estados Unidos, el 11 de diciembre de 1941, tras el ataque japonés a Pearl Harbor.